# Nephtheidae
Die Nephtheidae sind eine Familie der Achtstrahligen Korallen (Octocorallia), die in den Korallenriffen des tropischen Indopazifiks und seiner Nebenmeere vorkommt. Die Schwestergruppe der Nephtheidae ist eine aus den Familien Capnellidae und Paralcyoniidae bestehende Klade.

## Merkmale
Die Arten der Familie Nephtheidae bilden Tierkolonien, die aus vielen Einzelpolypen bestehen. Die Kolonien besitzen kein Achsenskelett sind baumförmig, oft stark verzweigt oder schirmförmig mit einem deutlich ausgebildeten Stamm. Die achtstrahligen Polypen befinden sich vor allem an den Enden der Verzweigungen, seltener an dicken Ästen oder am Stamm. Sie sind monomorph und können nicht zurückgezogen werden. Ihre Skleriten sind spindel- oder stabfömig und oft auffällig gefärbt. Im Inneren der Kolonie gibt es nur wenige Sklerite, an der Außenhaut sind sie unregelmäßig und oft strahlenartig verteilt. Viele Arten der Familie Nephtheidae leben in einer Endosymbiose mit einzelligen, symbiotischen Algen (Zooxanthellen), andere sind ohne Zooxanthellen, sind also auf planktonische Nahrung angewiesen.

## Gattungen
Zur Familie Nephtheidae gehören neun Gattungen:
- Chromonephthea van Ofwegen, 2005
- Coronephthya Utinomi, 1966
- Dendronephthya Kükenthal, 1905
- Litophyton Forskål, 1775
- Neospongodes Kükenthal, 1903
- Pacifiphyton Williams, 1997
- Scleronephthya Studer, 1887
- Stereonephthya Kükenthal, 1905
- Umbellulifera Thomson & Dean, 1931

Weitere bis 2022 zu den Nephtheidae gehörende Gattungen, die in kaltgemäßigten Gewässern vorkommen, bilden seit 2022 die neu eingeführte Familie Capnellidae.

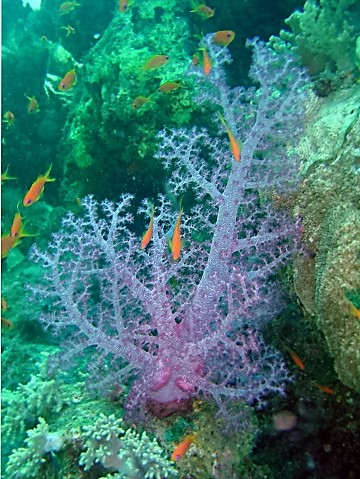
Dendronephthya hemprichi
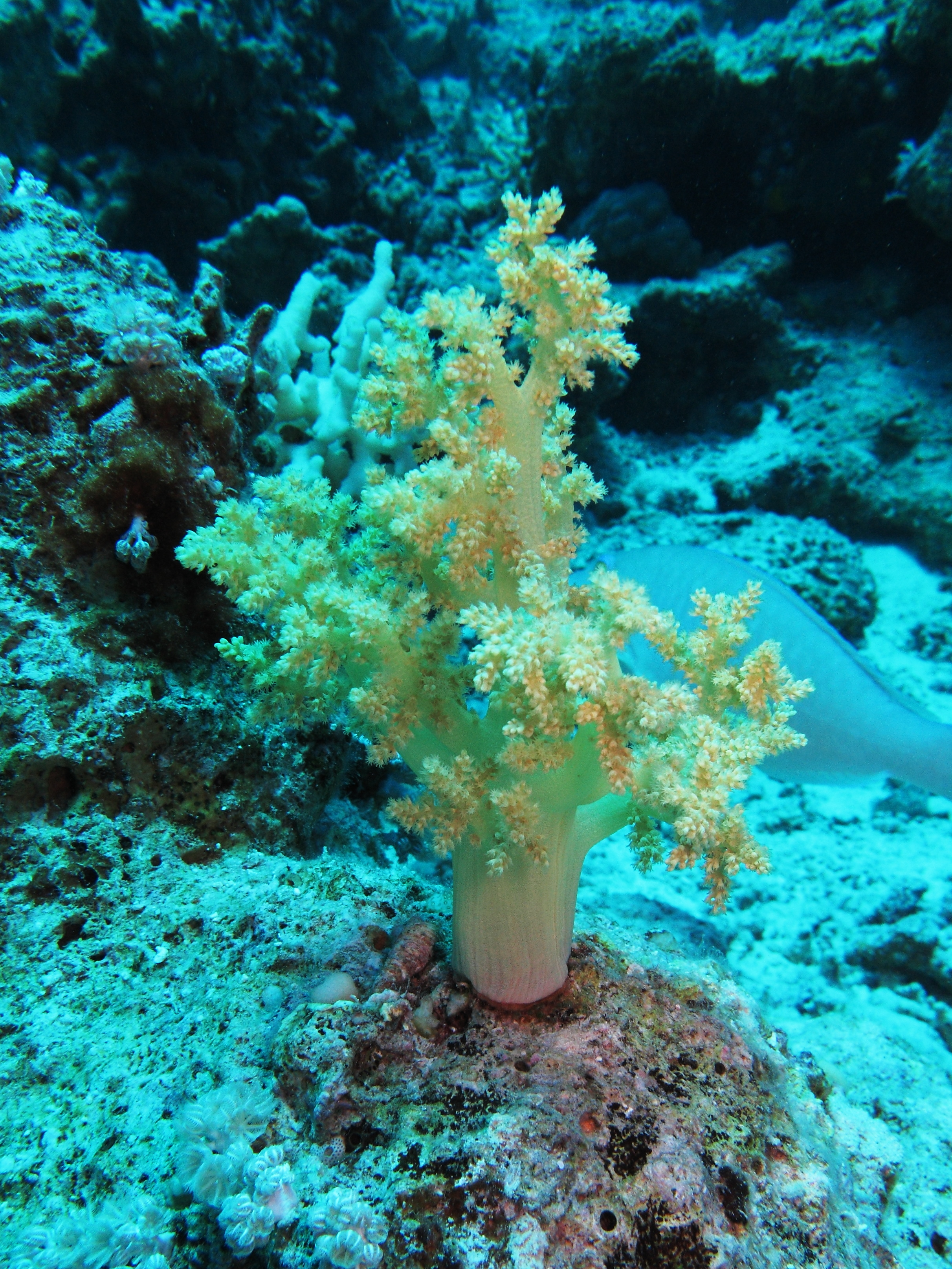
Litophyton arboreum
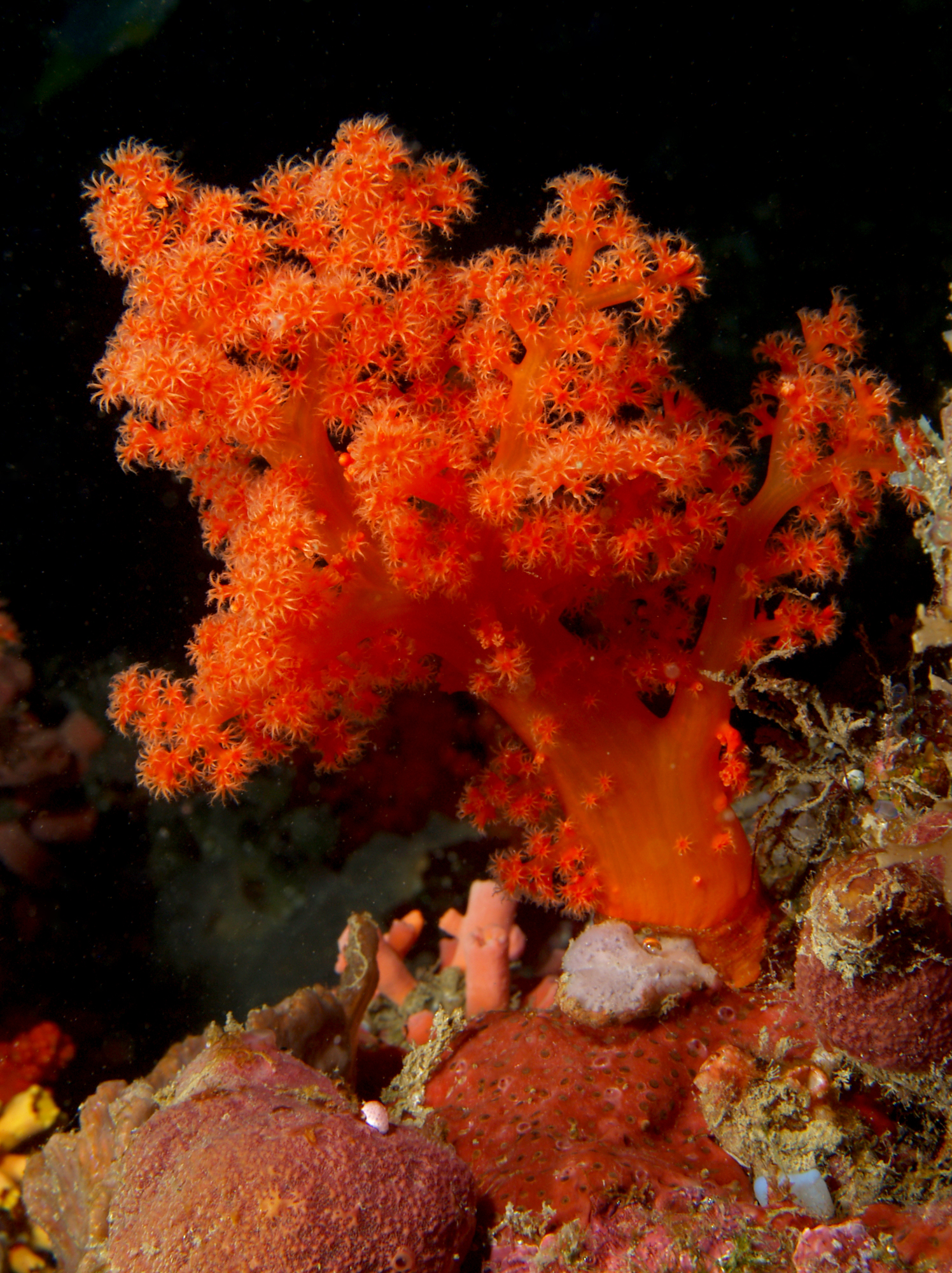
Scleronephthya sp.